# Caperucita Roja (tal como se lo contaron a Jorge)
Caperucita Roja (tal como se lo contaron a Jorge) es un libro escrito por Luis Pescetti.
Este libro es una versión del cuento tradicional de la Caperucita Roja.
Fue editado por Alfaguara en Buenos Aires, Argentina, en el año de 1996, ilustrado por O'Kif.

## Trama
Básicamente, trata de que el papá de Jorge le cuenta a su hijo la historia de Caperucita Roja, contada en la versión original y ubicada en una época un poco antigua, pero Jorge, un niño imaginativo, recrea la historia, ubicada en la época actual, y con elementos un poco futuristas.